# Pingyuan (prowincja)
Pingyuan – dawna prowincja Chińskiej Republiki Ludowej, istniejąca w latach 1949–1952.
Prowincję Pingyuan utworzono w sierpniu 1949 roku na pograniczu prowincji Shanxi, Hebei, Szantung i Henan. Jej stolicą było miasto Xinxiang. Podzielona była na 56 powiatów i dwa miasta (Xinxiang i Anyang); populacja prowincji wynosiła ok. 15 milionów osób.
Prowincja została zlikwidowana już w listopadzie 1952 roku, a jej terytoria (z niewielkimi zmianami) wróciły do macierzystych prowincji.